# 전권대사
전권대사(plenipotentiary, 라틴어 plenus "full" 및 potens "powerful"에서 유래)는 전권(주권을 대신하여 조약이나 협약에 서명할 수 있는 권한)을 가진 외교관이다. 영단어 plenipotentiary의 경우 보다 일반적으로 명사로 사용되는 경우, 이 단어는 모든 권한을 가진 사람을 지칭할 수도 있다. 형용사로는 칙령이나 임무와 같이 완전한 권한을 부여하는 것으로 기술된다.

## 같이 보기
- 공사 (외교관)